# Assens (Mariagerfjord)
Assens es una localidad danesa que pertenece al municipio de Mariagerfjord en la región de Jutlandia Septentrional. 

## Población
Tiene 1522 habitantes en 2013.

## Ubicación
Se ubica en la ribera meridional del fiordo de Mariager, sobre la carretera 555, a medio camino entre Mariager y Hadsund.

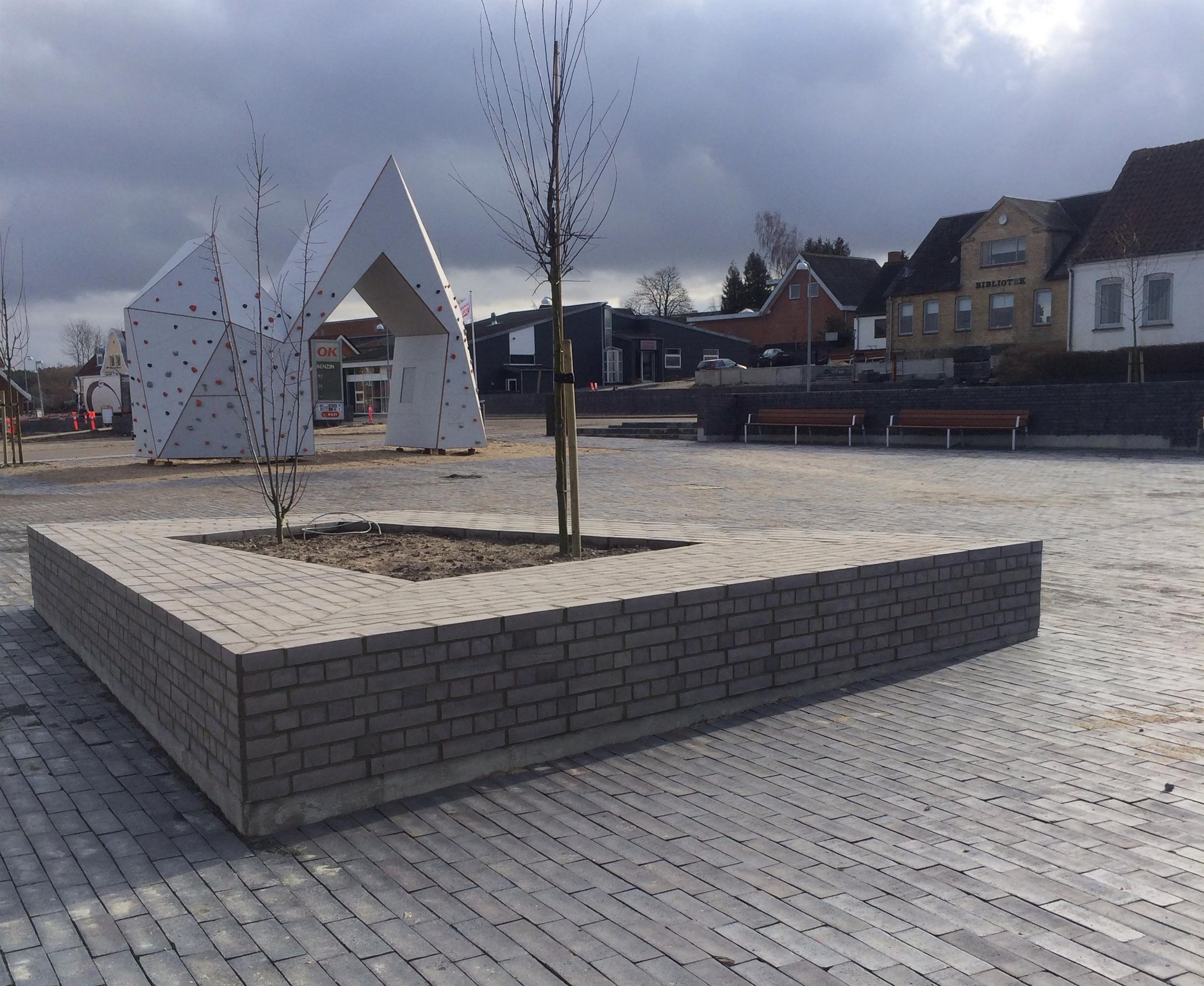
Plaza de Assens (Mariagerfjord).jpg